# Акка (Чечня)
Акка (чечен. Аьккха) — воссоздаваемое село в Урус-Мартановском районе Чеченской Республики России. Рядом находился ранее покинутый аул (селение) Галанчожского района, затем Ачхой-Мартановского района.

## География
Ближайшие развалины: на юге — развалины аула Кеймехки, на севере — развалины аула Ялхорой, на северо-востоке — развалины аула Галанчож.

## История
Акка является родовым поселением тайпа аккий.
Селение было покинуто в период высылки чеченцев в 1944 году. После реабилитации 1956 года чеченцам, вернувшимся на родину, было запрещено селиться в этих местах.
В конце 2022 года в Урус-Мартановском районе Чеченской Республики было принято решение образовать новые (воссоздать) сёла, в том числе Акка — рядом с прежним селением Акка.